# 手形山崎町
手形山崎町（てがたやまざきちょう）は秋田県秋田市にある町。郵便番号は010-0854。住居表示実施済み。

## 地理
秋田市の東部、手形地域の中では中央部（大字手形を除けば南部）に位置する。南端は秋田県道28号秋田岩見船岡線、東端は手形山直下を流れる用水路（添川頭首工からの取水）に隔てられている。また、西部で秋田県道15号秋田八郎潟線が南北に、東部で手形蛇野赤沼街道（県道28号の旧道）が東西に横断する。
県道28号の手形陸橋東詰がある。その直下を斜めに横断する道は、現在は南側が秋田駅東口への近道として使われているが、もともとは仁別森林鉄道の廃線跡である。
地域の多くが住宅地であると同時に、県道に面して小規模な商業施設が並ぶ。また北西で手形学園町の秋田大学手形キャンパスと隣接するため、学生街でもある。
西は手形新栄町、北西は手形住吉町・手形学園町、北東は手形字大沢、東は手形字蛇野、南は手形字西谷地・手形字山崎に接する。

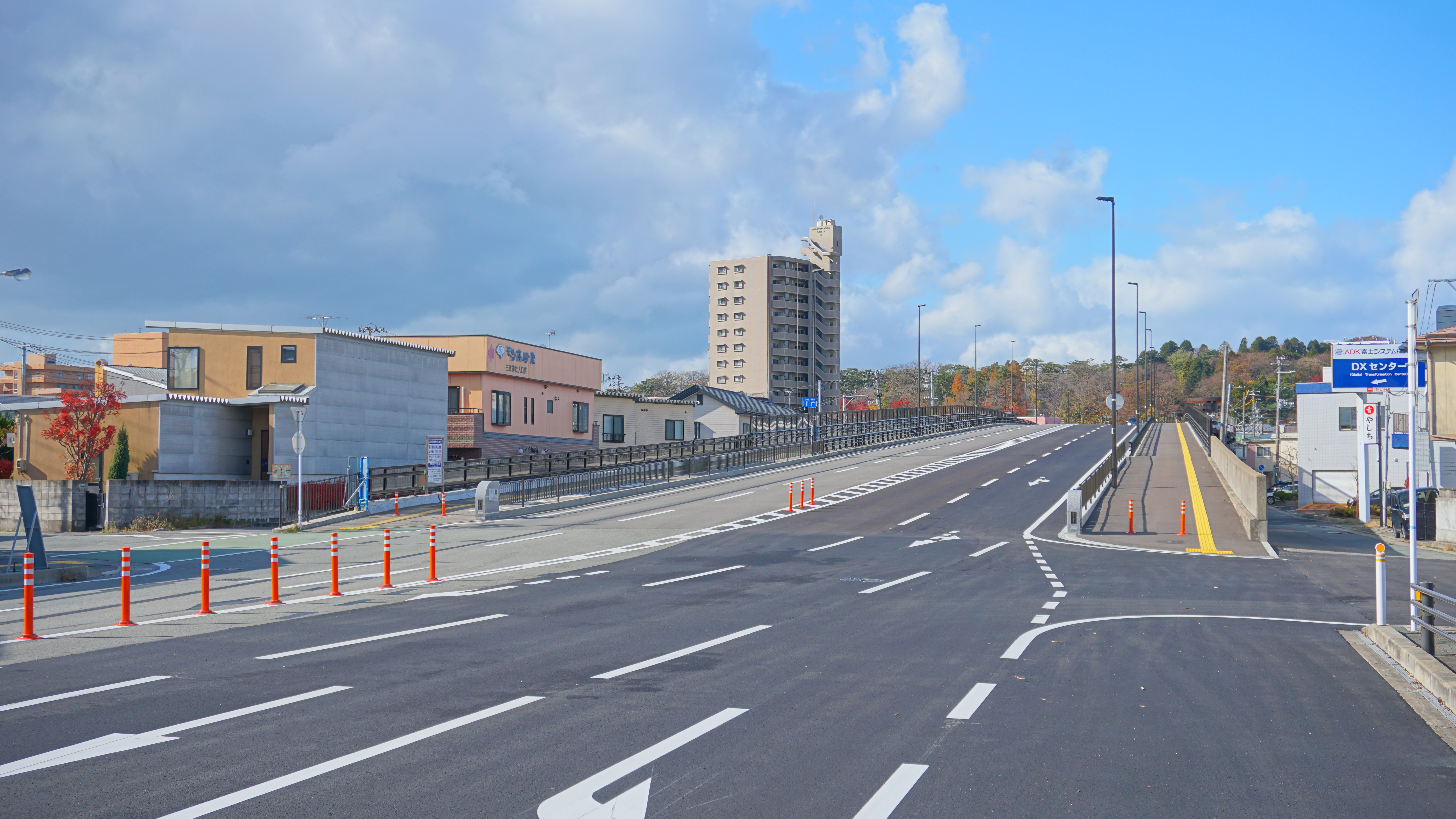
手形陸橋
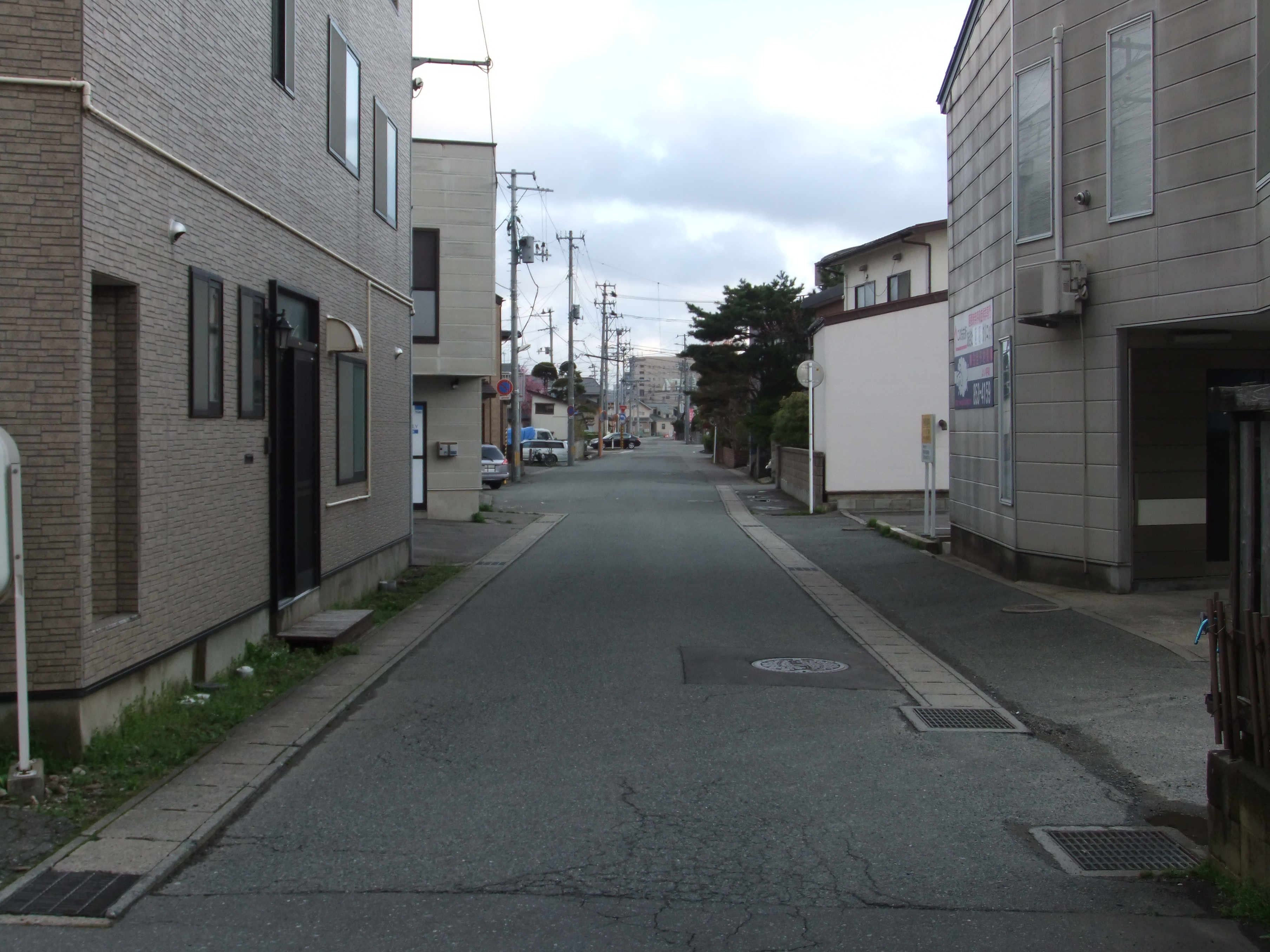
仁別森林鉄道跡

## 歴史
町名の由来は、旧字名の「山崎」から。

### 沿革
- 1966年（昭和41年）4月1日 - 住居表示実施に伴い、手形山崎町が成立する。

### 町名の変遷
以下はすべて住居表示実施に伴う変更。
| 実施後     | 実施年月日     | 実施前（各字名ともその一部）     |
| ---------- | -------------- | -------------------------------- |
| 手形山崎町 | 昭和41年4月1日 | 手形字西谷地 てがた あざにしやち |
| 手形山崎町 | 昭和41年4月1日 | 手形字深田 てがた あざふかだ     |
| 手形山崎町 | 昭和41年4月1日 | 手形字山崎 てがた あざやまざき   |

## 世帯数と人口
2016年（平成28年）10月1日現在の世帯数と人口は以下の通りである。
| 町丁       | 世帯数  | 人口  |
| ---------- | ------- | ----- |
| 手形山崎町 | 454世帯 | 653人 |

## 交通

### 鉄道
町内に鉄道は通っていない。最寄り駅は中通七丁目にあるJR東日本奥羽本線・羽越本線・秋田新幹線の秋田駅。

### バス
- 秋田中央交通
  - 仁別リゾート公園線、秋田温泉線、手形山経由大学病院線、楢山大回り線など
    - - 手形山崎 -

  - 太平線など
    - - 手形山崎 - 手形東町 - 若葉町 -

### 道路
- 秋田県道15号秋田八郎潟線
- 秋田県道28号秋田岩見船岡線
- 秋田県道401号雄和仁別自転車道線（15号・28号歩道と重複）
- 手形蛇野赤沼街道

## 施設
- 秋田大学生活協同組合
- 蛇野西町公民館